# Broekhuizenvorst
Cet article possède un paronyme, voir Broekhuizen.
Broekhuizenvorst est un village situé dans la commune néerlandaise de Horst aan de Maas, dans la province du Limbourg. Le 1er janvier 2009, le village comptait environ 1 150 habitants. Broekhuizenvorst est situé sur la Meuse.